# Déborah Gyurcsek
Déborah Olivera Gyurcsek (* 7. Dezember 1978) ist eine uruguayische Leichtathletin.
Die je nach Quellenlage 1,63 Meter oder 1,64 Meter große Stabhochspringerin, die 2011 ein Wettkampfgewicht von 58 kg auf die Waage brachte, gewann bei den Südamerikaspielen 1998 mit einer übersprungenen Höhe von 4,00 Metern die Silbermedaille. Rund zwei Jahre später nahm Gyurcsek mit dem uruguayischen Aufgebot an den Olympischen Sommerspielen 2000 in Sydney teil. Dort belegte sie mit übersprungenen 4,15 Metern den 21. Platz in der Qualifikationsrunde und verpasste somit das Finale. 1999, 2003, 2007 und 2011 gehörte sie auch jeweils dem uruguayischen Team bei den Panamerikanischen Spielen an. Bei den Spielen 1999 im kanadischen Winnipeg ersprang sie mit einer übertroffenen Marke von 4,15 Meter eine Bronzemedaille.
Ihre persönliche Bestleistung stellte sie mit übersprungenen 4,23 Metern im Jahr 2000 auf. Diese am 23. Juli 2000 in Cochabamba aufgestellte Bestmarke ist gleichzeitig auch uruguayischer Landesrekord. Die am 28. Februar 1998 in Saskatoon von Gyurcsek übersprungenen 3,77 Meter bedeuten zudem uruguayischen Hallenrekord.